# Francesco Boito
Francesco Boito (Ponte nelle Alpi, 9 febbraio 1960) è un ex calciatore italiano, di ruolo attaccante.

## Carriera

### Club
Ha militato in diverse squadre italiane, tra cui Udinese, Reggiana, Empoli e Genoa, con la cui maglia esordisce in Serie A, totalizzando 25 presenze e 2 gol nella stagione 1981-1982 e 5 gare all'inizio della seguente.

### Nazionale
Vanta una presenza nella Nazionale Under-21 durante la militanza al Genoa, il 29 ottobre 1980, nella sconfitta in amichevole a Bergamo contro la Spagna per 1-0.

## Palmarès

### Club

#### Competizioni nazionali
- Serie C: 1

Udinese: 1977-1978
- Coppa Italia Semiprofessionisti: 1

Udinese: 1977-1978

#### Competizioni internazionali
- Coppa Anglo-Italiana: 1

Udinese: 1978